# Kategoria e Parë 1945
La Kategoria e Parë 1945 fu l'ottava edizione della massima serie del campionato albanese di calcio disputato tra il 2 settembre e il 26 dicembre 1945 e concluso con la vittoria del KS Vllaznia Shkodër, al suo primo titolo.

## Formula
Al primo torneo riconosciuto dalla federazione dopo la pausa imposta dalla seconda guerra mondiale parteciparono 12 squadre divise in due gironi da 6. Venne disputato un girone di andata e ritorno per un totale di 10 partite con le prime classificate che si incontrarono in uno spareggio per il titolo.
Le squadre retrocesse furono 2, entrambe sciolte alla fine del torneo: il Liria Korçë e il Ylli Shkodër.
Il Durrësi cambiò nome in KS Teuta Durrës

## Squadre
| Squadra               | Città        | Stadio | Stagione 1937      |
| --------------------- | ------------ | ------ | ------------------ |
| KS Vllaznia Shkodër   | Scutari      |        | 2°                 |
| SK Kavaja             | Kavajë       |        | 3°                 |
| KS Skënderbeu         | Coriza       |        | 4°                 |
| KS Teuta Durrës       | Durazzo      |        | 8°                 |
| Tirana                | Tirana       |        | Campione d'Albania |
| Bashkimi Elbasanas    | Elbasan      |        | 5°                 |
| Ismail Qemali Vlorë   | Valona       |        | 9°                 |
| KS Apolonia Fier      | Fier         |        | ?                  |
| Shqiponja Gjirokastër | Argirocastro |        | ?                  |
| KS Tomori Berat       | Berat        |        | 10°                |
| Liria Korçë           | Coriza       |        | non esistente      |
| Ylli Shkodër          | Scutari      |        | non esistente      |

## Classifica

### Gruppo A
|  | Pos. | Squadra             | Pt | G  | V | N | P | GF | GS | DR  |
|  | ---- | ------------------- | -- | -- | - | - | - | -- | -- | --- |
|  | 1.   | KS Vllaznia Shkodër | 17 | 10 | 8 | 1 | 1 | 26 | 2  | +24 |
|  | 2.   | KS Besa Kavajë      | 13 | 10 | 5 | 3 | 2 | 21 | 7  | +14 |
|  | 3.   | KS Teuta Durrës     | 12 | 10 | 5 | 2 | 3 | 10 | 8  | +2  |
|  | 4.   | Liria Korçë         | 8  | 10 | 3 | 2 | 5 | 16 | 15 | +1  |
|  | 5.   | Ismail Qemali Vlorë | 7  | 10 | 3 | 1 | 6 | 12 | 22 | -10 |
|  | 6.   | KS Tomori Berat     | 3  | 10 | 1 | 1 | 8 | 7  | 38 | -31 |

### Gruppo B
|  | Pos. | Squadra               | Pt | G  | V | N | P | GF | GS | DR  |
|  | ---- | --------------------- | -- | -- | - | - | - | -- | -- | --- |
|  | 1.   | SK Tirana             | 16 | 10 | 7 | 2 | 1 | 30 | 6  | +24 |
|  | 2.   | KS Skënderbeu Korçë   | 12 | 10 | 6 | 0 | 4 | 26 | 15 | +11 |
|  | 3.   | Ylli Shkodër          | 11 | 10 | 5 | 1 | 4 | 29 | 15 | +14 |
|  | 4.   | Bashkimi Elbasanas    | 10 | 10 | 4 | 2 | 4 | 14 | 17 | -3  |
|  | 5.   | KS Apolonia Fier      | 7  | 10 | 3 | 1 | 6 | 8  | 28 | -20 |
|  | 6.   | Shqiponja Gjirokastër | 4  | 10 | 2 | 0 | 8 | 6  | 32 | -26 |

Legenda:

      Ammesso alla finale
      Retrocesso in Kategoria e Dytë
Note:

Due punti a vittoria, uno a pareggio, zero a sconfitta.

### Finale
L'andata venne disputata il 23 dicembre a Tirana mentre il ritorno il 26 dicembre a Scutari.
| Tirana 23 dicembre 1945                                                         | Tirana    | 1 – 2                           | KS Vllaznia Shkodër |  |
| \| \| \| \| \| V. Biçaku 88’ \| Marcatori \| 70’ Z. Barbullushi 82’ Xh. Juka \| |           |                                 |                     |  |
|                                                                                 |           |                                 |                     |  |
| V. Biçaku 88’                                                                   | Marcatori | 70’ Z. Barbullushi 82’ Xh. Juka |                     |  |

| Scutari 26 dicembre 1945                                         | KS Vllaznia Shkodër | 2 – 1    | Tirana |  |
| \| \| \| \| \| Vasija 10’ Smajli 86’ \| Marcatori \| 28’ Fagu \| |                     |          |        |  |
|                                                                  |                     |          |        |  |
| Vasija 10’ Smajli 86’                                            | Marcatori           | 28’ Fagu |        |  |

## Verdetti
- Campione: KS Vllaznia Shkodër
- Retrocessa in Kategoria e Dytë: Ylli Shkodër, Liria Korçë